# 西山金蔵
西山 金蔵（にしやま きんぞう、1874年〈明治7年〉11月19日 - 没年不明）は、日本の政治家、地主・家主。

## 人物
西山常次郎の長男。西巣鴨町会議員、池袋第二小学校小学会副会長、西巣鴨町第四部青年団長、西山会第一部長、氏神氷川神社世話人である。また1930年2月17日より1931年6月29日まで西巣鴨町助役をつとめた。住所は東京府北豊島郡西巣鴨町字池袋（のち東京都豊島区池袋1丁目）。

## 家族・親族
西山家
- 父・常次郎 - 氏神神社総代で、池袋月三講社富士登山先達者として10余年勤め、池袋西山有志会長だったことがある[1]。
- 母・たけ[2]
- 弟・春吉[2]
- 妻・ひで（1873年 - ?、東京、西山安久作の妹）[2]
- 息子、娘、養子[2]

親戚
- 妻の兄・西山安久作[2]（地家主、西巣鴨町長）